# Tjärrotsjön
Tjärrotsjön är en sjö i Vindelns kommun i Västerbotten och ingår i Umeälvens huvudavrinningsområde. Sjön har en area på 0,112 kvadratkilometer och ligger 193,1 meter över havet. Sjön avvattnas av vattendraget Aggbäcken.

## Delavrinningsområde
Tjärrotsjön ingår i det delavrinningsområde (711318-168883) som SMHI kallar för Mynnar i Tvärån. Medelhöjden är 208 meter över havet och ytan är 14,09 kvadratkilometer. Det finns inga avrinningsområden uppströms utan avrinningsområdet är högsta punkten. Aggbäcken som avvattnar avrinningsområdet har biflödesordning 3, vilket innebär att vattnet flödar genom totalt 3 vattendrag innan det når havet efter 69 kilometer. Avrinningsområdet består mestadels av skog (72 procent) och jordbruk (13 procent). Avrinningsområdet har 0,18 kvadratkilometer vattenytor vilket ger det en sjöprocent på 1,3 procent. Bebyggelsen i området täcker en yta av 0,21 kvadratkilometer eller 2 procent av avrinningsområdet.